# スティーヴン・デイヴィス
スティーヴン・デイヴィス（Steven Davis MBE, 1985年1月1日 - ）は、北アイルランド出身の元同国代表の元サッカー選手。現役時代のポジションはミッドフィールダー（センターハーフ）。
デイヴィスは2005年に北アイルランド代表デビューを果たすと、2012年からはキャプテンを務め北アイルランド代表を約30年ぶりの主要大会出場となるUEFA EURO 2016に導き、引退までに140試合に出場して北アイルランド代表の最多出場選手となった。
クラブでは2019年にスティーブン・ジェラード監督の下でレンジャーズFCに復帰。2021年にスコティッシュ・プレミアシップ優勝、翌年にはスコティッシュカップ優勝とUEFAヨーロッパリーグ決勝にも進出した。その後、怪我で1年以上欠場し（その間、一時的にレンジャーズの暫定監督として2試合の指揮を執った）、2024年1月に現役引退を発表した。

## クラブ経歴
1985年1月1日に生まれたデイヴィスは、3歳上の兄とともにフットボールを始めた。またその頃は通っていた学校がラグビーの強豪校だったため一時期はラグビーも経験した。レンジャーズFCやアーセナルFCのトライアウトを経て、アストン・ヴィラFCの下部組織に入団。その後、2004年（当時19歳）からプロキャリアをスタートさせると、2005-06シーズンはクラブ年間最優秀選手にも選ばれ、当時北アイルランド代表監督だったローリー・サンチェスはデイヴィスのことを「もう一人のフランク・ランパード」と評した。

### フラム
2007年、フラムFCに移籍した。

### レンジャーズ
2008年1月31日、レンジャーズFCにレンタル移籍し、同年8月21日、4年契約で完全移籍を果たした。
2009年5月9日、シーズン最後のオールドファームで唯一のゴールを決め、レンジャーズを勝ち点2差でSPL首位に導き、リーグ優勝とカップ戦優勝の2冠を達成した。

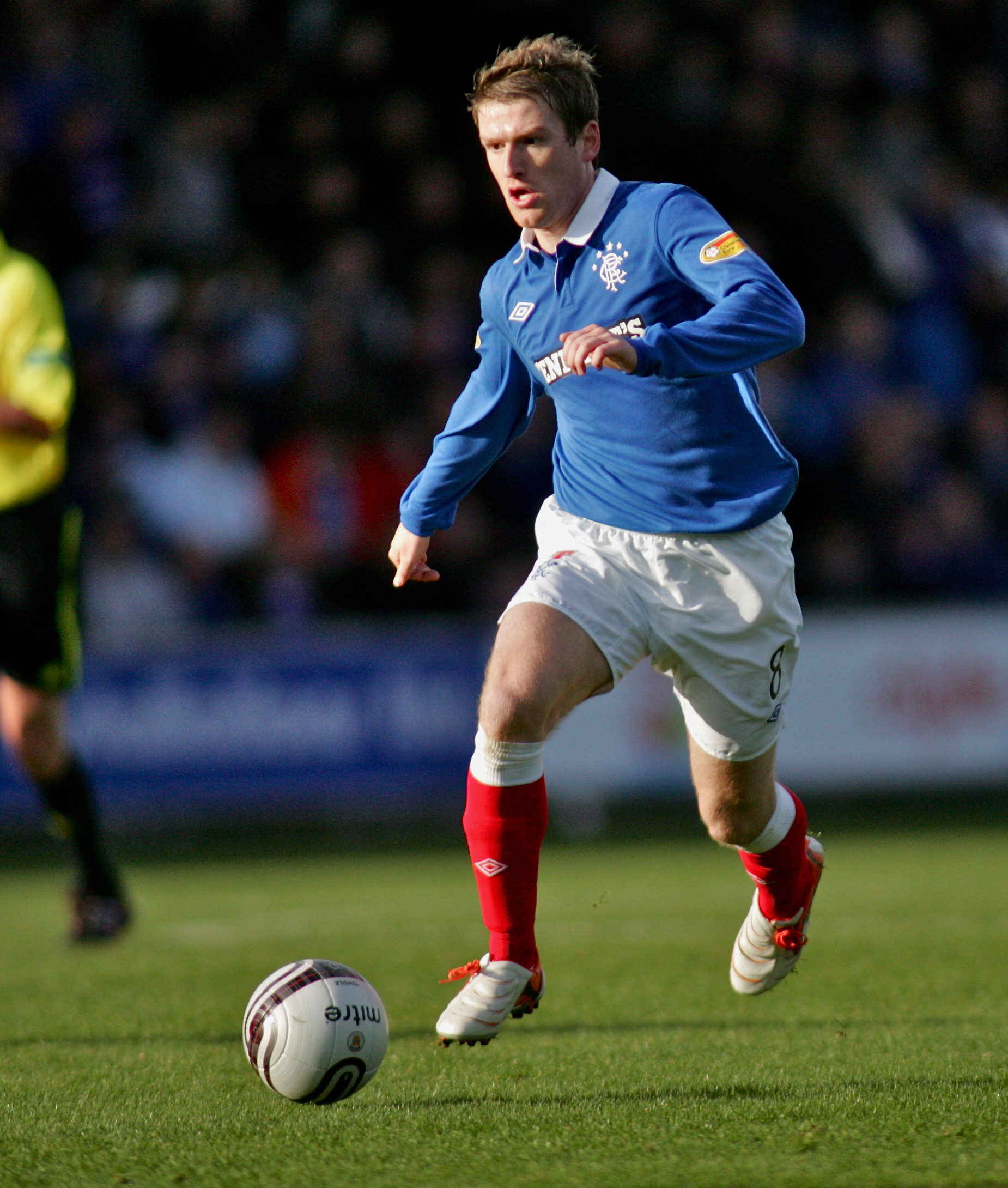
レンジャーズでプレーするデイヴィス（2010年）

2010年1月には、セント・ミレン戦、フォルカーク戦で得点を挙げてリーグの月間最優秀選手に選出された。
2011年7月19日、レンジャーズと新たに5年契約を結んだ。2011-12シーズンの序盤では、クラブの正キャプテンのデヴィッド・ウィアーの代わりに一時的なキャプテンを務めた。8月にはアバディーン戦でシーズンの最初のゴールを決め、翌月のセルティック戦（4-2）では2つのアシストで勝利に貢献した。2度目となる月間最優秀選手に輝いた。しかし、2012年にクラブが破産すると、デイヴィスはフリーエージェントになった。

### サウサンプトン

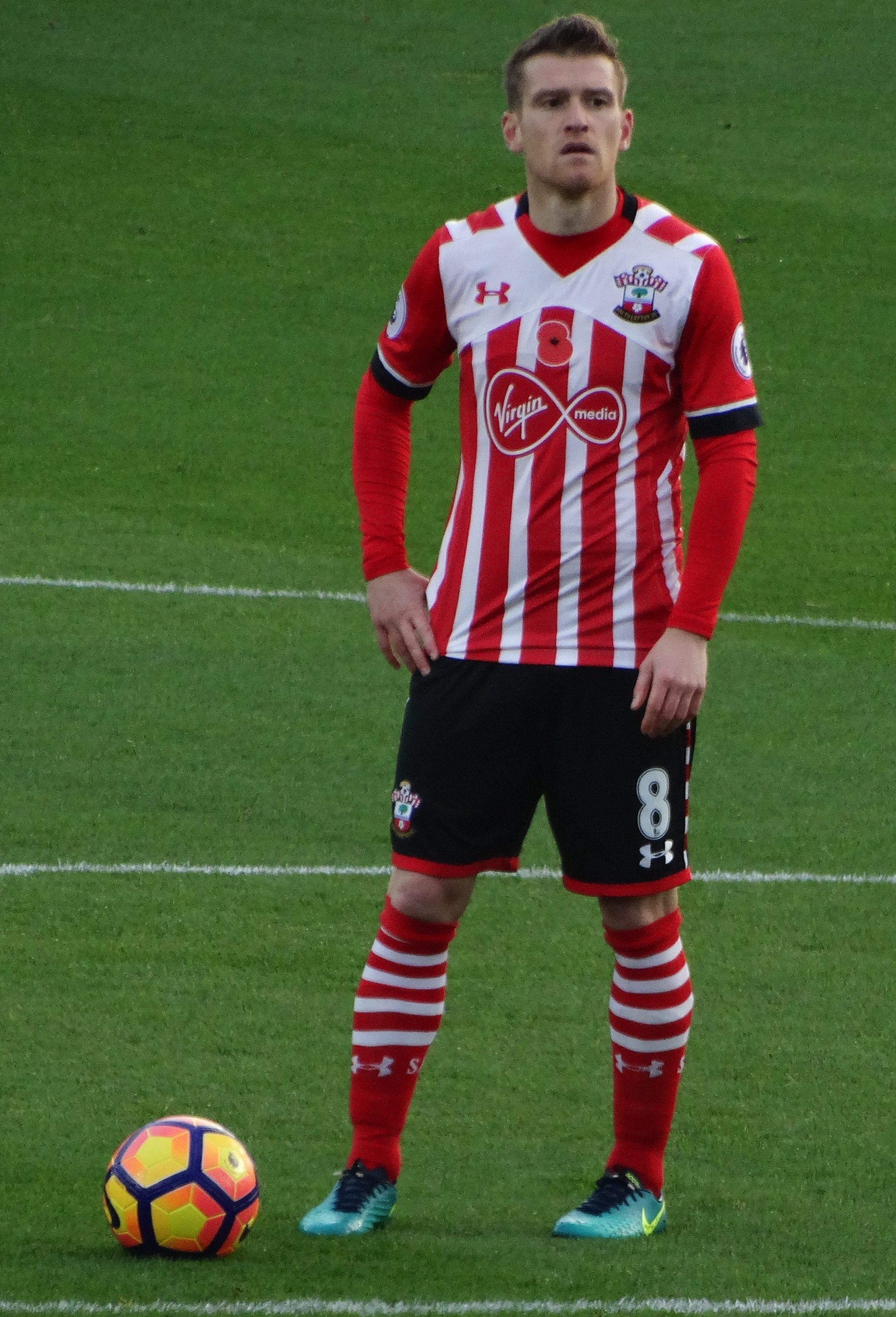
2016年、サウサンプトンでのデイヴィス

2012年7月、プレミアリーグのサウサンプトンFCへ完全移籍。8月19日のマンチェスター・シティFC戦でデビューし、この試合は2-3で敗れた。その後は中盤の要として試合に出場し続けた。
2014年10月17日、サウサンプトンと2018年まで契約を延長した。
2016年5月8日のトッテナム戦では孫興民に先制点を許すも、その後デイヴィスは2ゴールを決めて逆転勝利に導く活躍をした。
2017-18シーズンに主将のジョゼ・フォンテが移籍すると代わってキャプテンに就任し、変わらずコンスタントに出場機会を得た。2017年9月16日、クリスタル・パレス戦でサウサンプトンで200回目の出場を果たし、さらにこの試合唯一のゴールを決めた。しかし翌シーズンになると状況は一転。前シーズンに加入してきたマリオ・レミナやピエール・エミール・ホイビュルクにポジションを奪われ、前半戦はわずか3試合の出場に終わった。

### レンジャーズ復帰
2019年1月6日、古巣レンジャーズにシーズン終了までの期限付き移籍で復帰した。5月2日にはレンジャーズに完全移籍し、1年契約にサインした。
2020-21シーズンには、レンジャーズの2011年以来のリーグタイトル獲得に貢献し、自身もSFWA年間最優秀選手賞を受賞した
2022年12月、前十字靭帯を負傷したことで手術と長期離脱を強いられた 。
2023年、レンジャーズの殿堂入り選手になった。
負傷から約1年後の2024年1月25日、怪我の影響でサッカー選手を引退することを発表した。

## 個人成績

### クラブでの成績
2024年1月28日現在
| クラブ              | シーズン       | リーグ戦                       | リーグ戦 | リーグ戦 | カップ戦 | カップ戦 | リーグ杯 | リーグ杯 | その他 | その他 | 通算 | 通算 |
| クラブ              | シーズン       | ディビジョン                   | 出場     | 得点     | 出場     | 得点     | 出場     | 得点     | 出場   | 得点   | 出場 | 得点 |
| ------------------- | -------------- | ------------------------------ | -------- | -------- | -------- | -------- | -------- | -------- | ------ | ------ | ---- | ---- |
| アストン・ヴィラ    | 2004-05        | イングランド・プレミアリーグ   | 28       | 1        | 1        | 0        | 0        | 0        | —      | —      | 29   | 1    |
| アストン・ヴィラ    | 2005-06        | イングランド・プレミアリーグ   | 35       | 4        | 4        | 2        | 3        | 2        | —      | —      | 42   | 8    |
| アストン・ヴィラ    | 2006-07        | イングランド・プレミアリーグ   | 28       | 0        | 0        | 0        | 3        | 0        | —      | —      | 31   | 0    |
| アストン・ヴィラ    | 通算           | 通算                           | 91       | 5        | 5        | 2        | 6        | 2        | 0      | 0      | 102  | 9    |
| フラム              | 2007-08        | イングランド・プレミアリーグ   | 22       | 0        | 1        | 0        | 2        | 0        | —      | —      | 25   | 0    |
| レンジャーズ (loan) | 2007-08        | スコティッシュ・プレミアリーグ | 12       | 0        | 4        | 0        | 1        | 0        | 9      | 1      | 26   | 1    |
| レンジャーズ        | 2008-09        | スコティッシュ・プレミアリーグ | 34       | 6        | 5        | 1        | 4        | 0        | 0      | 0      | 43   | 7    |
| レンジャーズ        | 2009-10        | スコティッシュ・プレミアリーグ | 36       | 3        | 5        | 0        | 3        | 1        | 6      | 0      | 50   | 4    |
| レンジャーズ        | 2010-11        | スコティッシュ・プレミアリーグ | 37       | 4        | 3        | 0        | 3        | 1        | 10     | 0      | 53   | 5    |
| レンジャーズ        | 2011-12        | スコティッシュ・プレミアリーグ | 33       | 5        | 1        | 0        | 1        | 0        | 4      | 0      | 39   | 5    |
| レンジャーズ        | 通算           | 通算                           | 152      | 18       | 18       | 1        | 12       | 2        | 29     | 1      | 211  | 22   |
| サウサンプトン      | 2012-13        | イングランド・プレミアリーグ   | 32       | 2        | 1        | 0        | 0        | 0        | —      | —      | 33   | 2    |
| サウサンプトン      | 2013-14        | イングランド・プレミアリーグ   | 34       | 2        | 3        | 0        | 3        | 2        | —      | —      | 40   | 4    |
| サウサンプトン      | 2014-15        | イングランド・プレミアリーグ   | 35       | 0        | 3        | 0        | 3        | 0        | —      | —      | 41   | 0    |
| サウサンプトン      | 2015-16        | イングランド・プレミアリーグ   | 34       | 5        | 1        | 0        | 3        | 0        | 3      | 0      | 41   | 5    |
| サウサンプトン      | 2016-17        | イングランド・プレミアリーグ   | 32       | 0        | 0        | 0        | 4        | 0        | 4      | 0      | 40   | 0    |
| サウサンプトン      | 2017-18        | イングランド・プレミアリーグ   | 23       | 3        | 2        | 0        | 0        | 0        | —      | —      | 25   | 3    |
| サウサンプトン      | 2018-19        | イングランド・プレミアリーグ   | 3        | 0        | 0        | 0        | 3        | 0        | —      | —      | 6    | 0    |
| サウサンプトン      | 通算           | 通算                           | 193      | 12       | 10       | 0        | 16       | 2        | 7      | 0      | 226  | 14   |
| レンジャーズ (loan) | 2018-19        | スコティッシュ・プレミアシップ | 14       | 0        | 4        | 0        | —        | —        | —      | —      | 18   | 0    |
| レンジャーズ        | 2019-20        | スコティッシュ・プレミアシップ | 24       | 0        | 3        | 0        | 2        | 0        | 14     | 1      | 43   | 1    |
| レンジャーズ        | 2020-21        | スコティッシュ・プレミアシップ | 35       | 0        | 3        | 1        | 1        | 1        | 10     | 0      | 49   | 2    |
| レンジャーズ        | 2021-22        | スコティッシュ・プレミアシップ | 18       | 0        | 3        | 0        | 1        | 0        | 11     | 1      | 33   | 1    |
| レンジャーズ        | 2022-23        | スコティッシュ・プレミアシップ | 8        | 1        | 0        | 0        | 2        | 1        | 6      | 0      | 16   | 2    |
| レンジャーズ        | 通算           | 通算                           | 99       | 1        | 13       | 1        | 6        | 2        | 41     | 2      | 159  | 6    |
| キャリア総通算      | キャリア総通算 | キャリア総通算                 | 557      | 36       | 47       | 4        | 42       | 8        | 77     | 3      | 723  | 51   |

1. ↑  UEFAカップ
2. 1 2  UEFAチャンピオンズリーグ
3. ↑  CL6試合、EL4試合に出場
4. ↑  CL2試合、EL2試合に出場
5. 1 2 3 4  UEFAヨーロッパリーグ
6. ↑  CL2試合、EL8試合に出場

### 代表での成績
出場大会
北アイルランド代表
- 2016年 - UEFA EURO 2016（ベスト16）
- 2018年 - UEFAネーションズリーグ2018-19・リーグB
- 2020年 - UEFAネーションズリーグ2020-21・リーグB（リーグC降格）
- 2022年 - UEFAネーションズリーグ2022-23・リーグC

試合数
- 国際Aマッチ[21] 140試合 13得点（2005年 - 2022年）

| 北アイルランド代表 | 国際Aマッチ | 国際Aマッチ |
| 年                 | 出場        | 得点        |
| ------------------ | ----------- | ----------- |
| 2005               | 10          | 1           |
| 2006               | 7           | 0           |
| 2007               | 9           | 0           |
| 2008               | 6           | 1           |
| 2009               | 7           | 0           |
| 2010               | 5           | 0           |
| 2011               | 7           | 2           |
| 2012               | 6           | 0           |
| 2013               | 8           | 1           |
| 2014               | 6           | 0           |
| 2015               | 8           | 3           |
| 2016               | 13          | 1           |
| 2017               | 9           | 1           |
| 2018               | 6           | 1           |
| 2019               | 10          | 1           |
| 2020               | 7           | 0           |
| 2021               | 8           | 0           |
| 2022               | 8           | 1           |
| 通算               | 140         | 13          |

### 代表での得点
| #   | 開催年月日     | 開催地                                           | キャップ数 | 対戦国         | スコア | 結果 | 試合概要            |
| --- | -------------- | ------------------------------------------------ | ---------- | -------------- | ------ | ---- | ------------------- |
| 1.  | 2005年10月8日  | ベルファスト, ウィンザー・パーク                 | 8          | ウェールズ     | 2–2    | 2–3  | ドイツW杯・予選     |
| 2.  | 2008年10月15日 | ベルファスト, ウィンザー・パーク                 | 32         | サンマリノ     | 4–0    | 4–0  | 南アフリカW杯・予選 |
| 3.  | 2011年8月10日  | ベルファスト, ウィンザー・パーク                 | 47         | フェロー諸島   | 2–0    | 4–0  | EURO 2012予選       |
| 4.  | 2011年10月7日  | ベルファスト, ウィンザー・パーク                 | 50         | エストニア     | 1–0    | 1–2  | EURO 2012予選       |
| 5.  | 2013年10月15日 | ラマト・ガン, ラマト・ガン・スタジアム           | 64         | イスラエル     | 1–1    | 1–1  | ブラジルW杯・予選   |
| 6.  | 2015年10月8日  | ベルファスト, ウィンザー・パーク                 | 77         | ギリシャ       | 1–0    | 3–1  | EURO 2016予選       |
| 7.  | 2015年10月8日  | ベルファスト, ウィンザー・パーク                 | 77         | ギリシャ       | 3–0    | 3–1  | EURO 2016予選       |
| 8.  | 2015年11月13日 | ベルファスト, ウィンザー・パーク                 | 79         | ラトビア       | 1–0    | 1–0  | 親善試合            |
| 9.  | 2016年10月8日  | ベルファスト, ウィンザー・パーク                 | 89         | サンマリノ     | 1–0    | 4–0  | ロシアW杯・予選     |
| 10. | 2017年9月1日   | セラヴァッレ, サンマリノ・スタジアム             | 96         | サンマリノ     | 3–0    | 3–0  | ロシアW杯・予選     |
| 11. | 2018年9月11日  | ベルファスト, ウィンザー・パーク                 | 103        | イスラエル     | 1–0    | 3–0  | 親善試合            |
| 12. | 2019年3月21日  | ベルファスト, ウィンザー・パーク                 | 108        | エストニア     | 2–0    | 2–0  | EURO 2020予選       |
| 13. | 2022年3月25日  | ルクセンブルク市, スタッド・ドゥ・ルクセンブルク | 133        | ルクセンブルク | 2–0    | 3–0  | 親善試合            |

### 監督としての成績
| クラブ              | 国                 | 就任          | 退任           | 記録 | 記録 | 記録 | 記録 | 記録   |
| クラブ              | 国                 | 就任          | 退任           | 試   | 勝   | 分   | 敗   | 勝率   |
| ------------------- | ------------------ | ------------- | -------------- | ---- | ---- | ---- | ---- | ------ |
| レンジャーズ (暫定) | スコットランドの旗 | 2023年10月1日 | 2023年10月15日 | 2    | 1    | 0    | 1    | 050.00 |
| キャリア通算        | キャリア通算       | キャリア通算  | キャリア通算   | 2    | 1    | 0    | 1    | 050.0  |

## タイトル

### クラブ
アストン・ヴィラ U-18
- FAユースカップ : 1回（2002）

レンジャーズ
- スコティッシュ・プレミアリーグ/スコティッシュ・プレミアシップ : 4回（2008-09, 2009-10, 2010-11, 2020-21）
- スコティッシュカップ : 3回（2007-08, 2008-09, 2021-22）
- スコティッシュリーグカップ : 3回（2007-08, 2009-10, 2010-11）

### 個人
- アストン・ヴィラ・サポーターズ・プレーヤー・オブ・ザ・イヤー : 1回（2005-06）
- アストン・ヴィラ・プレイヤーズ・プレイヤー・オブ・ザ・イヤー : 1回（2005-06）
- アストン・ヴィラ年間最優秀若手選手 : 1回（2005-06）
- スコットランドPFA年間最優秀選手賞 : 1回（2009-10）
- PFAスコットランド・チーム・オブ・イヤー（英語版） : 4回（2008-09, 2009-10, 2011-12, 2020-21）
- SFWA年間最優秀選手賞 : 1回（2020-21）
- スコティッシュ・プレミアリーグ月間最優秀選手賞 : 2回（2010年1月, 2011年9月）
- IFA国際年間最優秀選手 : 2回（2015年, 2016年）
- レンジャーズFC殿堂入り選手 : 2023年

### 勲章
- MBE : 2017年